# Efecto alcohólico fetal
Por cada niño con Síndrome alcohólico fetal hay 10 con FAE, es menor que el FAS y presenta algunas de las deficiencias físicas o mentales propias del FAS. Ocurre cuando las madres toman alcohol pero en poca cantidad. Los niños tiene problemas para memorizar y para las matemáticas, son más inquietos y nerviosos. Niños de clase media que sus madres habían tomado poco alcohol, eran menos inteligentes que los que su madres no habían tomado nada.
Si es algo ocasional y la madre no sabe que está embarazada es improbable que ocasiones daños, pero si es algo en un momento determinado y de una sola vez. El mayor riesgo ocurre durante la tercera semana del embarazo y entonces es más vulnerable a los daños durante estas primeras semanas porque se están empezando a desarrollar el cerebro y otros órganos del feto.
El consumo de alcohol en las embarazadas incrementa las probabilidades de interrupción del embarazo, de bajo peso al nacer, de nacimiento sin vida y de muerte durante los primeros años de vida. Las mujeres que beben en exceso tienen una probabilidad entre dos y cuatro de perder el feto que aquellas que no beben. Además, es entre dos y tres veces más probable que pierdan sus bebes durante el periodo perinatal, o sea, entre la semana 28 del embarazo y la primera semana después del nacimiento.
Posibles trastornos de conducta y personalidad debidos a consumir alcohol durante el embarazo:
Impulsividad
Irritabilidad
Déficit atencional
Bipolaridad
Conductas agresivas
Alcoholismo crónico
Depresión